# Anyphaena furva
Anyphaena furva är en spindelart som beskrevs av Miller 1967. Anyphaena furva ingår i släktet Anyphaena och familjen spökspindlar. Inga underarter finns listade i Catalogue of Life.